# Druga Konstytucja Helwecka
Druga Konstytucja Helwecka (niem. die zweite Verfassung) – ustawa zasadnicza Szwajcarii obowiązująca w latach 1802–1803 .

## Tło historyczne
W 1799 Republika Helwecka stała się polem bitwy w wojnie francusko-austriackiej. Natomiast w lecie tego roku część jej ziem była przejściowo okupowana przez armię Aleksandra Suworowa. Wewnątrz kraju dochodziło do powstań antyfrancuskich. Do jednego z większych zrywów doszło w Glarus i Schwyz. Jego przywódcą był Alois von Reding, jednak został on pokonany 2 maja 1798 przez wojska francuskie w bitwie pod Rothenthurm. Kolejne takie powstania wybuchały w 1799 w kantonach: Uri, Schwyz, Tessynie i Valais .
Do rozłamu doszło się też wśród szwajcarskich polityków. Wyniku polaryzacji polityki wydzieliły się dwie frakcje: unitarystów, którzy pragnęli państwa jednolitego i niepodzielnego, tudzież federalistów opowiadających się za zwiększeniem pozycji i uprawnień kantonów. Obie grupy szukały poparcia dla swoich wizji ustrojowych u Napoleona. Konflikt jednej i drugiej strony przekładał się też na niespokojną sytuację polityczną w kraju oraz liczne zamachy stanu, do których doszło w styczniu i sierpniu 1800, w październiku 1801 jak i kwietniu 1802. Politycy szwajcarscy próbowali także dokonać zmiany ustroju kraju poprzez próby uchwalenia nowych ustaw zasadniczych. Ich projekty nowej konstytucji pochodzą z 29 maja 1801 oraz 24 października 1801 .
Kolejny projekt ustawy zasadniczej powstał 27 lutego 1802, natomiast 20 maja został poddany referendum. Mimo że zwolenników nowej konstytucji było mniej (72 453) niż jej przeciwników (92 423) została ona przyjęta. Najwidoczniej do głosów zwolenników dodano głosy obywateli niebiorących udziału w głosowaniu (167 172). Duże znacznie dla wprowadzenia jej w życie miało także wycofanie z terenu Szwajcarii wojsk francuskich w lipcu 1802 .

Flaga Republiki Helweckiej

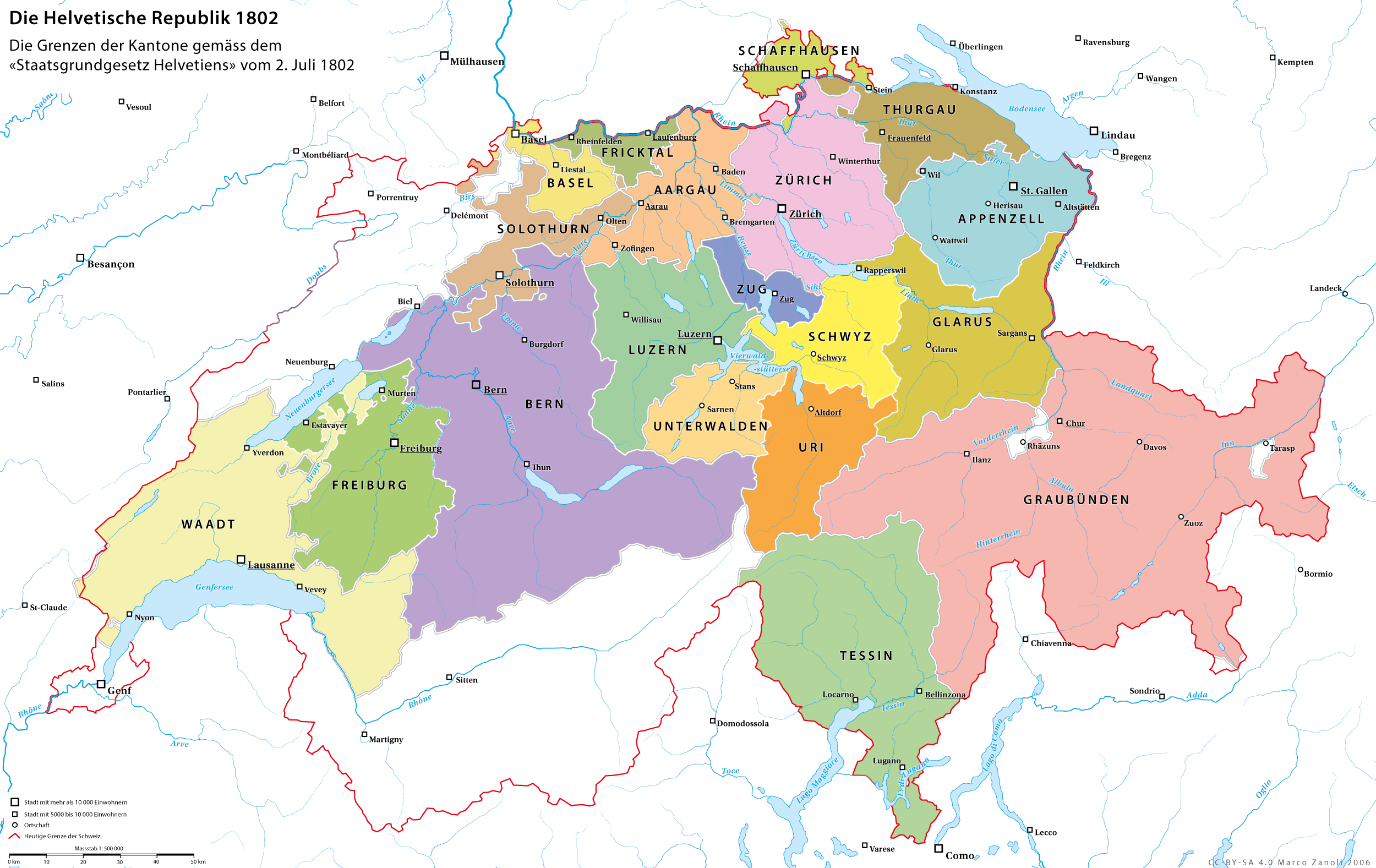
Republika Helwecka w 1802

## Treść
Druga Konstytucja Helwecka składała się z 77 artykułów podzielonych na trzynaście tytułów. W odróżnieniu od swej poprzedniczki przyznawała kantonom (a było ich osiemnaście – o cztery mniej niż wymieniała Konstytucja Helwecka) wiele uprawnień, które wyliczał szczegółowo art. 14 :
- same określały swoje wydatki i środki na ich pokrycie,
- ustalały organizację sądownictwa kantonalnego (nie mogło być więcej niż dwie instancje),
- sprawowały pieczę nad policją,
- zarządzały nieruchomościami kantonalnymi (na sprzedaż wymagana była jednak zgoda Senatu),
- zapewniały i dbały o porządek na ulicach, drogach i mostach.

Władza ustawodawcza w kraju należeć miała do dwuizbowego parlamentu: Senatu i Sejmu Związkowego (Tagsatzung). W skład Senatu wchodzili: Landammann, dwóch namiestników krajowych i dwudziestu czterech członków wybieranych z poszczególnych kantonów wedle zasady, że jeden kanton był reprezentowany przez co najmniej jednego deputowanego (ale nie więcej niż trzech). Mianowani byli przez Sejm, a co roku następować miała wymiana 1/5 jego składu (dopuszczalny był ponowny wybór) .
Do zadań Senatu należało m.in. :
- przygotowywanie projektów ustaw i przedkładanie ich do przyjęcia przez Sejm Związkowy;
- wydawanie rozporządzeń na wniosek rządu Republiki;
- zawieranie pokoju, traktatów i umów handlowych oraz wnioskowanie do Sejmu o uchwalenie deklaracji wojny;
- rozstrzyganie sporów pomiędzy kantonami, dotyczących administracji państwowej;
- stosowanie prawa łaski, a także wybór Landammanna i namiestników krajowych.

Sejm Związkowy składał się z przedstawicieli wszystkich kantonów, wybieranych w proporcji jeden deputowany na 25 tys. osób (każdy kanton musiał mieć co najmniej jednego przedstawiciela). Wybór deputowanych był dokonywany przez tzw. kantonalne korpusy wyborcze, z których jeden przedstawiał propozycje, a drugi nominacje (art. 18 konstytucji). Członkostwo w korpusie miało być dożywotne, a żaden z nich nie mógł być liczniejszy niż 45 osób. Członkostwo przysługiwało osobom posiadającym nieruchomości gruntowe o wartości co najmniej 10 tys. franków w dużych kantonach lub 2 tys. w małych. Sejm miał się zbierać 1 maja, a obrady miały trwać przez miesiąc. Nadzwyczajne posiedzenia zwoływał Senat (inicjatywy z własnej lub większości kantonów), określając jednocześnie długość trwania obrad .
Oprócz stanowienia prawa Sejm Związkowy :
- rozpatrywał skargi kantonalne na zarządzenia Senatu;
- określał budżet Republiki;
- mianował członków Senatu;
- wybierał komisję rachunkową (pięcioletnia kadencja) zajmującą się kontrolą rachunków państwowych[1] .

Władza wykonawcza należeć miała do Rady Wykonawczej, która składała się z Landammanna i dwóch namiestników krajowych oraz pięciu sekretarzy stanu kierujących departamentami :
- sprawiedliwości i policji;
- spraw wewnętrznych;
- spraw wojskowych;
- finansów;
- spraw zagranicznych.

Radą kierował Landammann (po upływie rocznej kadencji zostawał namiestnikiem krajowym). Kadencja członków Rady wynosiła dziewięć lat, co trzy lata ustępować miał jeden z jej członków. Do jej zadań należało :
- wykonywanie ustaw (za pośrednictwem powołanych urzędników lub władz kantonalnych);
- nadzór nad administracją państwową;
- wykonywanie uprawnień Senatu podczas jego zawieszenia (oprócz wniosków legislacyjnych);
- prowadzenie spraw zagranicznych, w tym też mianowanie i odwoływanie ambasadorów;
- mianowanie i odwoływanie urzędników;
- kierowanie siłami zbrojnymi Republiki i mianowanie oficerów.

W zakresie wymiaru sprawiedliwości na szczeblu centralnym II Konstytucja Helwecka przewidywała (podobnie jak jej poprzedniczka) funkcjonowanie Trybunału Najwyższego (art. 74), właściwego dla rozpatrywania :
- apelacyjnych sporów cywilnych o wartości przedmiotu sporu powyżej
- 3 tys. franków i gdy jedną ze stron był: rząd, kanton, obcokrajowiec lub mieszkaniec różnych kantonów;
- wyroków orzekających karę śmierci, 10 lat pozbawienia wolności lub 10-letnią banicję, a w przypadku przestępstwa politycznego karę infamii lub grzywnę pieniężną powyżej 500 franków;
- oskarżeń przeciwko sekretarzom stanu, dotyczących ich działalności;
- w ostatniej instancji – powództw przeciwko wszystkim urzędnikom administracji państwowej ogólnej, dotyczących naruszenia obowiązków (o dopuszczalności powództwa orzekał uprzednio Senat) oraz przeciwko sędziom (cywilnym i karnym) względem popełnionych przez nich przestępstw podczas urzędowania.

Oprócz Trybunału Najwyższego konstytucja w art. 69 przewidywała także utworzenie specjalnych sądów handlowych. Postulowała też wprowadzenie w całym kraju jednolitych kodeksów: cywilnego i karnego, do czego wymagana była zgoda wszystkich kantonów, oraz procedury karnej .